# Псковское Евангелие 1463 г.
Псковское Евангелие 1463 г. — одна из немногих дошедших до нас точно датированных лицевых рукописей.

## История
Евангелие создано по заказу старост для Благовещенского придела Троицкого собора – главного храма Пскова. Пергаменная рукопись выполнена одним писцом, указавшим свое имя и прозвание в обширной записи в конце книги, – Борис дьяк Шестник Тферитин, – а также год создания книги – 1463 г.
Рукопись поступила в Императорскую Публичную библиотеку (ныне Российская национальная) в 1852 г. в составе собрания М. П. Погодина.

## Описание
Евангелие богослужебное. Относится к типу полного апракоса и содержит евангельские чтения от Пасхи до Великой субботы, Месяцеслов с 1 сентября по 7 января, утренние воскресные евангельские чтения и указатель их по гласам.
Торжественное уставное письмо в два столбца украшают инициалы, в которых сочетаются элементы старовизантийского и балканского стилей. В книге одна миниатюра с изображением евангелиста Матфея, расположенная не как обычно во весь лист, а во втором столбце текста. Переплет книги более поздний.
Особую историческую ценность рукописи придают содержащиеся на ее последних листах записи, представляющие систему светского и духовного управления городом. Указан избранный на псковском вече князь Иван Александрович, приехавший в Псков как раз в 1463 г. и всего за три года своего псковского княжения (до 1466 г.) успевший остановить набеги лифляндцев на псковские земли. Названы имена псковских посадников: старого – Юрия Тимофеевича, упоминающегося в псковских летописях с 1426 г. и скончавшегося в монашестве в 1465 г., – и последнего избранного – Зиновия Михайловича.
Интересны и две другие памятные записи о ценных вкладах в псковский Троицкий собор. Одна выполнена уставом, вероятно, самим писцом и сообщает о вкладе в 1144 г. архиепископа Новгородского Нифонта, основателя Мирожского монастыря во Пскове. Другая запись сделана полууставным почерком и свидетельствует о событии 1563 г., когда в Благовещенском приделе Троицкого собора тщанием дьяка Юрия Сидорова (в иночестве Софроний) был поставлен надгробный образ благоверного князя Всеволода-Гавриила. Запись ценна еще и тем, что фиксирует вклад царева дьяка Юрия Сидорова, известного своими крупными пожертвованиями на украшение северных монастырей.